# 玉林号导弹护卫舰
“玉林”号导弹护卫舰（舷号569）简称“玉林”舰，是中国人民解放军海军第六艘054A型导弹护卫舰，可单独或协同海军其他兵力攻击敌水面舰艇、潜艇，具有较强的远程警戒和防空作战能力。玉林舰由沪东造船厂开工建造，于2009年下水，2010年2月1日入列，现服役于南海舰队驱逐舰第二支队。玉林舰舰名取自广西玉林市，其入列命名授旗仪式于2010年2月1日举行，原“玉林”舰于此前改名为“三亚”舰。

## 历史
2011年7月2日，“玉林”号导弹护卫舰、“武汉”号导弹驱逐舰及“青海湖”号综合补给舰组成中国海军第九批护航编队，从广东省湛江市某军港起航，赴亚丁湾、索马里海域接替第八批护航编队执行护航任务。7月23日，中国海军第八批在“温州”号导弹护卫舰上举行了护航任务交接仪式。该次护航历时176天，航程7万余海里，共安全护送中外船舶41批280艘，期间，编队玉林舰等还应邀参加了文莱纪念文莱皇家武装部队成立50周年举行的国际舰队检阅活动、出访了科威特和阿曼两国，并在返航途中停靠新加坡。玉林舰等于2011年12月24日返抵湛江市。
2012年2月15日，“玉林”号导弹护卫舰在完成任务返航途中接到“敌”双机编队来袭的“遭遇战”演练任务，以检验多样化军事任务对全程战备能力提出的新要求。
2012年5月8日，“玉林”号导弹护卫舰与“广州”号导弹驱逐舰、“武汉”号导弹驱逐舰、“衡阳”号导弹护卫舰及“昆仑山”号综合登陆舰穿越冲绳本岛西南约650公里海域向南行驶进入南太平洋进行训练。
2012年9月中旬，“玉林”号导弹护卫舰在南海进行了大风浪航行训练。训练中，玉林舰实现了故障的军、地、任务舰艇三方实时交流分析问诊。
2013年2月19日，中国渔政311在中沙群岛黄岩岛海域执法时一船员意外受伤，311船因担负巡逻值班任务无法离开该海域。玉林舰接到紧急命令后急驰1100余海里，将受伤船员营救上岸并送院救治。
2013年3月19日下午，“玉林”号导弹护卫舰等在“兰州”号导弹驱逐舰和“衡水”号导弹护卫舰带动下展开了南海舰队联合机动编队战备巡逻远海训练。联合机动编队先后航经西沙、南沙、曾母暗沙、巴士海峡、西太平洋等海区，先后巡视了渚碧礁、南薰礁、东门礁、赤瓜礁、永暑礁、华阳礁等南沙岛礁。该次远海训练历经16昼夜、航程近5千海里。联合机动编队于4月3日上午返回驻地。
2013年4月9日，“玉林”号导弹护卫舰代表支队赴海南省亚龙湾军港，接受中共中央军委主席习近平检阅。
2013年9月至2014年8月，“玉林”号导弹护卫舰在黄埔文冲造船厂进行了为期一年的维护保养。
2014年8月30日，“玉林”号导弹护卫舰与访问南海舰队的新加坡海军“刚毅”号导弹护卫舰会合，引领其进港。访问期间，中新两国海军官兵相互参观军舰。